# Veðrfölnir

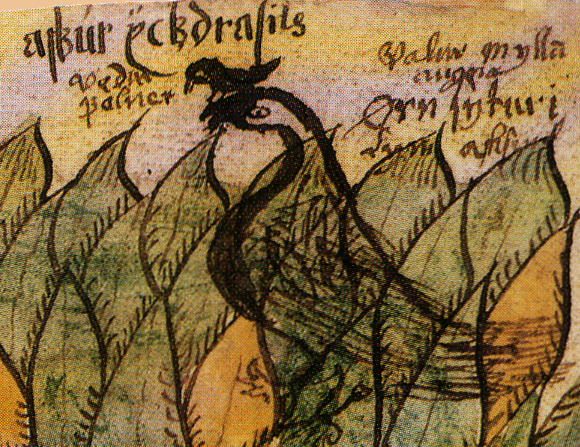
Ilustración del de un manuscrito islandés mostrando un halcón, Veðrfölnir, encima de un águila en la copa del árbol Yggdrasil.

En la Mitología nórdica, Veðrfölnir (Nórdico antiguo «tormenta pálida» o «el que fue blanqueado por el clima») es un halcón sentado entre los ojos de un águila sin nombre que permanece en la copa del árbol del mundo Yggdrasil. Veðrfölnir también es conocido en forma anglicanizada como Vedrfolnir o Vethrfolnir.
El águila sin nombre se menciona en la Edda poetica, recogida en diversas fuentes entre escritos tradicionales y primarios durante el siglo XIII, y la Edda prosaica escrita en el siglo XIII por Snorri Sturluson; aunque Veðrfölnir solo dispone de una clara mención en la Edda prosaica. En ambos, la ardilla Ratatoskr corre de arriba abajo con sus mensajes entre el águila sin nombre y Nidhöggr, el dragón que reside bajo el árbol del mundo. Los investigadores siguen teorizando sobre el papel de ambas aves.

## Eddas

Veðrfölnir está sentado sobre el águila con Ratatoskr cerca (extremo superior derecho) mientras Odín se sacrifica a sí mismo sobre el árbol Yggdrasil (centro), ilustración de Lorenz Frølich (1895).

En el poema Grímnismál, de la Edda poética, el dios Odín (disfrazado como Grimnir) dice:
| Traducción de Benjamin Thorpe: Ratatösk es el nombre de la ardilla, que corre en el fresno Yggdrasil; desde arriba las palabras del águila debe tomar, y abajo a Nidhögg repetir. | Traducción de Henry Adams Bellows: Ratatosk es la ardilla que correrá En el fresno Yggdrasil; Desde lo alto lleva las palabras del águila, Y las recita a Nithhogg abajo. |  |

El águila se cita en el capítulo 16 del libro Gylfaginning de la Edda prosaica, todavía en compañía de Veðrfölnir. En el capítulo, Gangleri (descrito como el rey Gylfi disfrazado) cuestiona la figura del trono y hechos relevantes sobre Yggdrasil:
Hay mucho por decir. Un águila está sentada en la cima del fresno (Yggdrasil), y tiene conocimiento sobre muchas cosas. Entre sus ojos se sienta el halcón llamado Vedrfolnir [...]. La ardilla Ratatosk corre arriba y abajo del árbol. Reparte chismes y calumnias, provocando al águila y a Nidhogg.

## Teorías
John Lindow apunta que Snorri no explica por qué un halcón debería sentarse entre los ojos del águila y que rol puede jugar. Lindow teoriza que «presumiblemente el halcón está asociado con los deseos del águila» y que «quizás como los cuervos de Odin, vuela para conseguir y traer conocimiento».
Hilda Ellis Davidson especifica que el concepto del águila en la copa y el dragón o (según que interpretaciones) la serpiente entre las raíces del árbol tiene cierto paralelismo en otras cosmologías de Asia, y que la cosmología nórdica puede haber recibido influencias de alguna ruta hacia el norte. Por otro lado, Davidson añade que está comprobada la adoración de las deidades en claros del bosque entre los pueblos germánicos, y que un dios celestial estaba particularmente conectado con el roble y por lo tanto «el árbol era un símbolo central y natural para ellos».